# Castello di Sambuca
città di feci e strade,

urla, Castello e...»
(Francesco Guccini, Amerigo, 1978)
Castello di Sambuca (o Castello della Sambuca) è una frazione del comune italiano di Sambuca Pistoiese, nella provincia di Pistoia, in Toscana.
Il borgo, anche chiamato Sambuca Castello, dà la denominazione all'intero comune, anche se la sede amministrativa è posta nella frazione di Taviano.

## Geografia fisica
È situata a nord-est del capoluogo provinciale ad una quota di 736 m s.l.m., circa 200 m più in alto del centro abitato ospitante il municipio. È inserita nell'Alto Reno, nella Valle del Limentra Occidentale in ampie selve di castagni, essenze miste di latifoglie e Conifere. Il suo nome è dovuto alla folta presenza di piante Sambuco.

## Storia
Antico feudo del Vescovo di Pistoia fu più volte conteso (nei periodi di governo sia vescovile che laico) con Bologna e la vicina antica Signoria di Stagno, per questo la transizione dal vescovado al comune del micco avvenne in maniera naturale, viste le guarnigioni militari cittadine chieste come protezione dal rappresentante ecclesiastico. Il castello nel 1291 si diede uno statuto, il più antico del contado pistoiese. Un tempo interamente cinta da mura con soli due ingressi: la Porta Pistoiese e la Porta Bolognese. Era posta a guardia della via Francesca della Collina (variante della Francigena) che metteva in comunicazione la Valle del Reno e la Valpadana con il bacino tirrenico, prima ancora di Lucca, scansando le zone prima occupate dall'odierno Padule di Fucecchio il quale arrivava a lambire i territori della città di Pistoia (vedi i toponimi come San Bartolomeo in Pantano)

## Monumenti e luoghi d'interesse
- Castello detto "della Selvaggia"
- Chiesa dei Santi Jacopo e Cristoforo
- Chiesa di Santa Maria del Giglio
- Ecomuseo della montagna pistoiese
- Via Francesca della Sambuca
- Vie del Castagneto